# Paranoid (음반)
《Paranoid》는 영국의 헤비 메탈 밴드 블랙 사바스의 두 번째 스튜디오 음반이다. 1970년 9월 18일에 발매된 이 음반은 2013년 《13》이 출시될 때까지 영국 음반 차트 최상위에 오른 이 밴드의 유일한 LP였다. 《Paranoid》에는 이 밴드의 시그너처 송 중 일부가 포함되어 있는데, 여기에는 〈Iron Man〉, 〈War Pigs〉, 〈Paranoid〉를 포함한다. 헤비 메탈의 발전에 영향력 있는 음반으로 종종 언급된다.

## 제목 및 삽화
《Paranoid》는 원래 《War Pigs》라는 이름이 붙었지만, 음반 회사는 현재 진행 중인 베트남 전쟁에 대한 지지자들의 반발을 우려해 이를 변경한 것으로 알려졌다. 게다가, 그 밴드의 레이블은 타이틀 곡이 싱글로서 더 시장성이 있다고 느꼈다. 오지 오스본은 《I Am Ozzy》에서 이름 변경은 베트남 전쟁과는 아무런 관련이 없으며, 전적으로 음반이 발매될 때까지 이미 상당한 성공을 거두어 영국 싱글 차트에서 4위에 오른 싱글의 이름을 따서 음반 이름을 지으면 더 쉽게 팔릴 것이라고 결정한 음반 회사 때문이라고 말한다. 그러나 삽화를 바꾸기에는 너무 늦었고, 1970년부터 1972년까지 워너 브라더스 사의 부사장이었던 조 스미스는 《클래식 앨범》에 나머지 워너 브라더스는 그들과 아무 관련이 없다고 이렇게 말했다. "우리는 이 나라에서 우리 자신이 전쟁 중에 있었고 그들의 추리가 제게 그리 중요하지 않은 것은 아니었습니다. 저는 우리가 그것을 'War Pigs'라고 부르지 않을 것이라는 것을 알았습니다." 〈Paranoid〉라는 곡에 대해 스미스는 "그것은 아세테이트에 있었습니다. 저는 그것을 연주하고 소리를 높여서 건물 전체를 흔들었던 것을 기억합니다... 저는 '그것이 돌파구라고 생각해요. 이해할 수 없지만 "Paranoid"는 음반의 좋은 제목이자 싱글의 좋은 제목처럼 들립니다." 오스본은 1998년 필 알렉산더에게 "그 음반 제목은 소매와 아무 상관이 없었다"고 설명했다. "손에 칼을 들고 돼지처럼 차려입은 놈이 무슨 짓을 하는지는 모르겠지만, 편집증적이 된 것과 관련이 있어요. 하지만 그들은 삽화를 바꾸지 않고 음반 제목을 바꾸기로 했어요."
원래 영국 바이닐 발매는 밴드의 흑백 사진을 특징으로 한 게이트폴드 슬리브 안에 있었고, 풀이 우거진 언덕에서 야외 포즈를 취했으며, 음반 삽화에 처음 등장했다. 원래 사진을 게이트폴드에 퍼트리기 위해 오지 오스본은 밴드의 다른 멤버들과 분리되었고 풀의 한 부분을 복사하여 그 틈새로 떨어뜨렸다.

## 발매, 평가 및 유산
| 전문가 평가                      | 전문가 평가 |
| 평가 점수                        | 평가 점수   |
| 출처                             | 점수        |
| -------------------------------- | ----------- |
| 올뮤직                           | [ 3 ]       |
| 블렌더                           | [ 4 ]       |
| 로버트 크리스트가우              | C−          |
| en:Encyclopedia of Popular Music | [ 6 ]       |
| 뮤직하운드                       | 4.5/5       |
| 옵저머                           | [ 8 ]       |
| 롤링 스톤 앨범 가이드            | [ 9 ]       |
| 스푸트니크뮤직                   | 4/5         |

이 음반은 1970년 10월, 영국에서 발매되었는데, 이 음반은 〈Paranoid〉 싱글의 성공으로 판매량이 증가하였다. 아이오미는 1998년 《리유니언》에 보낸 라이너 노트에서 "저 싱글은 소리지르는 아이들을 유혹했다"고 회상했다. "우리는 우리가 그것을 연주할 때 사람들이 춤추는 것을 보았고, 우리가 인기를 얻기 전에 우리를 좋아했던 팬들에게 진실되게 하기 위해 그 후에 우리는 오랫동안 싱글을 하지 말아야 한다고 결정했습니다." 《Paranoid》의 미국 발매는 1971년 1월까지 연기되었는데, 영국 발매 당시에는 《Black Sabbath》 음반이 아직 차트 1위를 지키고 있었기 때문이다. 《Paranoid》는 1971년 3월 사실상 라디오 방송 없이 미국에서 12위에 올랐다.

## 곡 목록
작곡은 모두 블랙 사바스가 맡았고, 작사는 오지 오스본가 쓴 〈Fairies Wear Boots〉를 제외하고 모두 기저 버틀러가 맡았다.
| #  | 제목               | 재생 시간 |
| -- | ------------------ | --------- |
| 1. | 〈War Pigs〉       | 7:57      |
| 2. | 〈Paranoid〉       | 2:48      |
| 3. | 〈Planet Caravan〉 | 4:32      |
| 4. | 〈Iron Man〉       | 5:56      |

| #  | 제목                   | 재생 시간 |
| -- | ---------------------- | --------- |
| 5. | 〈Electric Funeral〉   | 4:53      |
| 6. | 〈Hand of Doom〉       | 7:08      |
| 7. | 〈Rat Salad (기악)〉   |           |
| 8. | 〈Fairies Wear Boots〉 | 6:15      |

## 인증
| 국가                                                            | 인증        | 판매량/출하량 |
| --------------------------------------------------------------- | ----------- | ------------- |
| 오스트레일리아 (ARIA)                                           | 골드        | 20,000^       |
| 캐나다 (뮤직 캐나다)                                            | 플래티넘    | 100,000^      |
| 덴마크 (IFPI Danmark)                                           | 골드        | 10,000        |
| 독일 (BVMI)                                                     | 골드        | 250,000       |
| 이탈리아 (FIMI) 2014 release                                    | 플래티넘    | 50,000        |
| 영국 (BPI)                                                      | 골드        | 100,000^      |
| 영국 (BPI) 2008 release                                         | 플래티넘    | 300,000       |
| 미국 (RIAA)                                                     | 4× 플래티넘 | 4,000,000^    |
| ^출하량을 기반으로 한 인증 · 판매량+스트리밍을 기반으로 한 인증 |             |               |

## 참고 문헌
- George-Warren, Holly, 편집. (2001). 《The Rolling Stone Encyclopedia of Rock and Roll》 2005판. Fireside. ISBN 978-0-7432-9201-6.
- Graff, Gary; Durchholz, Daniel (1999). 《MusicHound Rock: The Essential Album Guide》. Visible Ink Press. ISBN 978-1-57859-061-2.
- Larkin, Colin (1994). 《Guinness Book of Top 1000 Albums》 1판. Gullane Children's Books. ISBN 978-0-85112-786-6.
- Levy, Joe, 편집. (2005). 《Rolling Stone's 500 Greatest Albums of All Time》 Fir Paperback판. Wenner Books. ISBN 978-1-932958-61-4.
- Rosen, Steven (1996). 《The Story of Black Sabbath: Wheels of Confusion》. Castle Communications. ISBN 1-86074-149-5.